# هيلين إم. فرينش
هيلين إم. فرينش (بالإنجليزية: Helen M. French)‏ هي معلمة أمريكية، ولدت في 1832، وتوفيت في 1909.